# 伯利恒 (纽约州)
怕利恒（英語：Bethlehem）是位于美国纽约州奥尔巴尼县的一个镇，地处奥尔巴尼南部。2010年美国人口普查时，该镇有33,656人。其名称来源于圣经中的伯利恒。